# Tigrisoma
Tigrisoma – rodzaj ptaków z podrodziny tygrysek (Tigriornithinae) w obrębie rodziny czaplowatych (Ardeidae).

## Zasięg występowania
Rodzaj obejmuje gatunki występujące w Ameryce.

## Morfologia
Długość ciała 61–81 cm; masa ciała 840–1345 g.

## Systematyka

### Etymologia
- Tigrisoma: gr. τιγρις tigris, τιγριδος tigridos „tygrys”; σωμα sōma, σωματος sōmatos „ciało”[6].
- Styptes: gr. στιπτος stiptos „twardy, krzepki” (por. στυφω stuphō „być surowym”)[7]. Nowa nazwa dla Tigrisoma Swainson, 1827.
- Heterocnus: gr. ἑτερος heteros „inny”; οκνος oknos „czapla”[8]. Gatunek typowy: Tigrisoma cabanisi F. Heine Sr., 1860 (= Tigrisoma mexicana Swainson, 1834).

### Podział systematyczny
Do rodzaju należą następujące gatunki:
- Tigrisoma lineatum (Boddaert, 1783) – tygryska rdzawoszyja
- Tigrisoma fasciatum (Such, 1825) – tygryska ciemna
- Tigrisoma mexicanum Swainson, 1834 – tygryska nagobroda